# 三教镇
三教镇，是中华人民共和国重庆市永川区下辖的一个乡镇级行政单位。

## 行政区划
三教镇下辖以下地区：
川主庙社区、双河口社区、三台村、陡沟河村、新观音村、郝家坝村、利民村、双坪村、永玻村、云龙村、石岭村、玉峰村、石龙村、牌坊村和永安村。